# Brion Gysin
Brion Gysin (nacido el 19 de enero de 1916 en las afueras de Londres, Taplow, Buckinghamshire - 13 de julio de 1986) fue un escritor, pintor y músico.
Brion Gysin es más conocido por su redescubrimiento de los pies de Tristan Tzara, mientras recortaba un periódico con el cual estaba adornando una alfombra. En Tánger, estableció un restaurante llamado "Las 1001 Noches" con músicos marroquíes de la villa de Jajouka. Los músicos tocaban en él para una clientela internacional. Gysin también experimentó con la "técnica de recortes" mientras vivía en Marruecos y compartió su descubrimiento con su amigo William S. Burroughs en París en 1958, donde ambos vivieron en el "Beat Hotel". Gysin le dijo a Burroughs que la escritura estaba 50 años atrasada con respecto a la pintura. Burroughs luego utilizó la "técnica de recortes" en sus escritos. Este experimento terminó con la obra "Interzone" y cambió dramáticamente el panorama de la literatura norteamericana.
Gysin ayudó a Burroughs con la edición de varias de sus novelas y escribió un guion para la versión cinematográfica de "El almuerzo desnudo" que nunca fue producido. Juntos colaboraron en un largo manuscrito para Grove Press titulado La tercera Mente (The Third Mind), pero se determinó que su publicación no sería práctica en la forma en que originalmente se pensó. El libro publicado luego con ese título, incluyó solo una pequeña parte de este material.
Como una broma, aportó una receta de crema de marihuana para un libro de cocina escrito por Alice B. Toklas que finalmente se incluyó por accidente en la publicación y se hizo famosa con el nombre de brownie de Alice B. Toklas.
Innovador consumado, Gynsin alteró la "técnica de recortes" para producir lo que llamó "poemas de permutación", en los cuales una frase es repetida varias veces, pero con las palabras reagrupadas en distinto orden en cada iteración. Un ejemplo memorable de esto es "No me gusta el trabajo, tío" (I don't dig work, man).
Muchas de estas permutaciones fueron creadas utilizando un generador de secuencias al azar de un programa de computación creado por Ian Sommerville.
También experimentó con permutaciones de cintas grabadas y en 1960 la BBC le pidió producir material para una transmisión. Los resultados incluyeron el "Poema de Pistola" (Pistol Poem), el cual fue creado uniendo los sonidos de la grabación de una pistola disparada a diferentes distancias. Ese año, la grabación fue utilizada como tema para una función en París de Le Domaine Poetique, una vitrina para los trabajos experimentales de gente como Gynsin, François Dufrêne, Bernard Heidsieck y Henri Chopin.
Gysin trabajó extensamente con el reconocido saxofonista soprano de Jazz Steve Lacy.
Junto con Ian Sommerville construyó lo que se llamó una "Máquina de sueños" (Dreamachine) a comienzos de la década de 1960. Este es un dispositivo que debe ser visto con los ojos cerrados. Gysin es el tema de una biografía aclamada por la crítica, escrita por John Geiger y titulada "Nada Es Verdad Todo Está Permitido: La Vida De Brion Gysin" (Nothing Is True Everything Is Permitted: The Life of Brion Gysin) y es la figura principal en el libro de Geiger "Capilla de Experiencias Extremas: Una Breve historia sobre la luz estroboscópica y la Máquina de sueños" ("Chapel of Extreme Experience: A short history of stroboscopic light and the Dream Machine").
Una monografía sobre Gysin fue también publicada por Thames y Hudson. También son de interés una colección de homenajes, "Hombre de ninguna parte" (Man From Nowhere) de Joe Ambrose, Frank Rynne y Terry Wilson. Además de sustanciales escritos de los autores, "Hombre de ninguna parte" contiene tributos a Gysin de Marianne Faithfull, John Cale, William Burroughs y Paul Bowles.